# Albert Dupontel
Philippe Guillaume, más conocido como Albert Dupontel, es un actor, director de cine y guionista francés nacido el 11 de enero de 1964.

## Biografía

### Inicios
Hasta la edad de 20 años, Philippe vive con su padre médico y su madre dentista en Conflans-Sainte-Honorine. A la edad de cuatro años y medio, es enviado de vuelta desde el jardín de infantes mientras el director se queja de no poder sostenerlo.
Más tarde fue estudiante de la escuela Paul Bert en Conflans, en donde practicó judo y gimnasia. Después del bachillerato, siguió, entre 1982 y 1986, cuatro años de estudios médicos en la Facultad de Medicina de Bichat.
Posteriormente, se formó en la Escuela Nacional de Teatro de Chaillot, donde estudió durante dos años bajo la dirección de Antoine Vitez. Elige como nombre artístico Albert Dupontel; de hecho desea preservar su familia y en especial a sus padres. Durante este período de aprendizaje desde 1986 hasta 1988, interpretó pequeños papeles. También fue brevemente alumno de Ariane Mnouchkine durante una docena de días. Ella le ofreció entrar en su compañía de teatro, pero declinó la propuesta porque era reacio a poseer un grupo de teatro de la comunidad.

### Trayectoria
En 1990, creó con las "Sales Histoires" (las sucias historias) , una serie de cuentos para Canal + . 
En agosto de 1990, comenzó con representaciones teatrales como comediante en una exposición individual en el teatro Graslin de Nantes. Patrick Sebastien, un animador popular de la televisión, le propone de actuar en su programa. Esta primera escena televisual le permtio ganar visibilidad y hacer un gira con su espectáculo (le sale spectacle, el sucio espectáculo).
En 1992, Dupontel actuó en L'Olympia y ganó un gran éxito con sus bocetos.
A Albert Dupontel le gusta el cinema, y cuando ahorra demasiado dinero con su espectáculo, sale de la escena para producir su primer cortemetraje, Désiré en 1992.
Después, trata de hacer un largometraje pero encuentra dificultades para obtener dinero. Muchos distribuidores y productores piensan que su película es demasiado violento y perturbador, que al público no le va a gustar. Al final, Alain de Greef, director de las programas de Canal + le ayuda le propone un día de promoción en Canal +. Así sale Bernie en 1996 y hace más de 800 000 entradas al cinema.
En 1998, realiza su segunda largometraje, Le Créateur (el Creador), que trata de la angustia de la creación artística. Reúne menos de 200 000 entradas al box office, lo que hace un fracaso comercial. Al mismo tiempo, esta premiado por su interpretación dramática en la Maladie de Sachs (La enfermedad de Sachs). Multiplica las apariciones al cine, tanto en comedias como en dramas. Algunos papeles son muy polémicas, como lo de la película Irreversible de Gaspar Noé.
En 2006, sale su tercer largometraje : Enfermés Dehors (Encerrados afuera), que supera las 500 000 entradas al cine. El rodaje es difícil porque Albert Dupontel realiza todas las acrobacias y la película tiene un pequeño presupuesto.
En 2008, realiza y tocal Le Vilain (El Vilano). Por primera vez, comparte el cartel con una actriz muy famosa, Catherine Frot. Esta película es más dulce que sus otras obras y supera el millón de entradas al cine.
En 2013 sale su quinta película : 9 mois ferme (9 meses de condena), con Sandrine Kiberlain. Por primera vez, alcanza las 2 000 000 de entradas.
2017. Protagoniza Nos vemos allá arriba (Au revoir là-haut), un film con guion del propio Albert Dupontel que es una adaptación de la novela de Pierre Lemaitre.
En 2020 estrena Adios, idiotas (Adieu les cons), donde nuevamente escribe (junto con Xavier Nemo), dirige y actúa. La película se convierte en un éxito de, siendo una de las cinco películas francesas más taquilleras del año, y triunfando en los premios César con 12 nominaciones y 6 premios, incluyendo los de mejor película, dirección y guion original. Además Dupontel también fue nominado a mejor actor.

## Premios y distinciones
Premios César
| Año  | Categoría              | Película                         | Resultado |
| ---- | ---------------------- | -------------------------------- | --------- |
| 1997 | Mejor ópera prima      | Bernie                           | Nominado  |
| 1997 | Mejor actor secundario | Un héros très discret            | Nominado  |
| 1997 | Mejor actor            | Las confesiones del doctor Sachs | Nominado  |
| 2000 | Mejor actor            | Las confesiones del doctor Sachs | Nominado  |
| 2009 | Mejor actor            | Deux jours à tuer                | Nominado  |
| 2013 | Mejor película         | 9 meses de condena               | Nominado  |
| 2013 | Mejor director         | 9 meses de condena               | Nominado  |
| 2013 | Mejor actor            | 9 meses de condena               | Nominado  |
| 2013 | Mejor guion original   | 9 meses de condena               | Ganador   |
| 2018 | Mejor película         | Nos vemos allá arriba            | Nominado  |
| 2018 | Mejor director         | Nos vemos allá arriba            | Ganador   |
| 2018 | Mejor actor            | Nos vemos allá arriba            | Nominado  |
| 2018 | Mejor adaptación       | Nos vemos allá arriba            | Ganador   |
| 2021 | Mejor película         | Adiós, idiotas                   | Ganador   |
| 2021 | Mejor director         | Adiós, idiotas                   | Ganador   |
| 2021 | Mejor actor            | Adiós, idiotas                   | Nominado  |
| 2021 | Mejor guion original   | Adiós, idiotas                   | Ganador   |

Festival Internacional de Cine de San Sebastián
| Año  | Categoría               | Película              | Resultado |
| ---- | ----------------------- | --------------------- | --------- |
| 2017 | Premio a la Solidaridad | Nos vemos allá arriba | Ganador   |